# Buin va Miandaszt megye

Iszfahán tartomány megyéinek elhelyezkedése

Buin va Miandaszt megye (perzsául: شهرستان بوئين و مياندشت) Irán Iszfahán tartományának egyik nyugati megyéje az ország középső részén. Északon Hánszár, keleten Ferejdan, délen Ferejdunsahr, nyugaton Loresztán tartomány határolják. Székhelye a közel 10 000 fős Buin va Miandaszt városa. Második legnagyobb városa a 3800 fős lakossággal rendelkező Afus. A megye lakossága 27 586 fő. A megye kettő kerületet foglal magába, amely a Központi kerület és a Karchambu kerület.

## Fordítás
- Ez a szócikk részben vagy egészben  a   Buin va Miandasht County című angol Wikipédia-szócikk ezen változatának fordításán alapul.  Az eredeti cikk szerkesztőit annak laptörténete sorolja fel. Ez a jelzés csupán a megfogalmazás eredetét és a szerzői jogokat jelzi, nem szolgál a cikkben szereplő információk forrásmegjelöléseként.